# Stanislav Suda
Stanislav Suda (30. dubna 1865 Starý Plzenec — 1. září 1931 Plzeň) byl český hudební skladatel, flétnista a hudební pedagog.

## Život
Narodil se ve Starém Plzenci jako třetí ze šesti dětí v řeznické rodině. Ve věku sedmi měsíců překonal záškrt, ovšem oslepl na obě oči. Vzděláván byl nejprve v plzenecké obecné škole, od roku 1874 pak v ústavu slepců na pražských Hradčanech. Tam se mu dostalo dobrého vzdělání ve hře na housle a flétnu a byl vyučován jako ladič pian; soukromě se učil též hře na klavír a od roku 1880 byl soukromým žákem na varhanické škole Františka Zdeňka Skuherského.
Roku 1881 mu však zemřel otec a Stanislav Suda musel své vzdělávání přerušit a vrátit se k matce a sourozencům. Ti v té době bydleli v Seči u Blovic, od roku 1887 v Plzni. Suda přispíval do rodinného rozpočtu jako učitel hry na klavír, ladič a rovněž již od čtrnácti let koncertoval jakožto flétnista, mj. v letech 1884–85 na zájezdu v Německu. V roce 1886 jako první nevidomý složil státní zkoušku ze hry na flétnu.
Současně začal skládat drobné skladby (tance, skladby pro flétnu, klavírní kusy, písně). Protože reprodukovaná hudba tehdy neexistovala a slepeckou notaci se nikdy nenaučil, byla veškerá jeho zkušenost s hudbou jen poslechová. Suda však měl hlubokou a syntetickou hudební paměť a byl schopen tvořit skladby se vzrůstající harmonickou složitostí nazpaměť a diktovat je načisto nejprve bratru Josefovi, po jeho smrti pak sestře Boženě nebo jiným přátelům.
Kontakt s hudbou mu usnadnilo povolení ředitele plzeňského divadla Vendelína Budila účastnit se veškerých hudebních produkcí divadla zdarma. V divadle navázal Suda mnoho kontaktů a získal i zakázku na svou první operu, lyricko-komickou jednoaktovku z prostředí slovenské vesnice U Božích muk (napsána 1895–96, poprvé uvedena roku 1897 v Plzni). Ta měla velký úspěch, provedla ji všechna profesionální česká divadla i řadě amatérských souborů, což povzbudilo Sudu k další práci. Jeho další opery, dramatičtější Lešetínský kovář na námět Svatopluka Čecha (premiéra 1903 Plzeň) a ještě ambicióznější Bar Kochba na námět Jaroslava Vrchlického (premiéra 1905 Plzeň), měly však menší ohlas a poslední dokončená opera Il divino Boemo, jež ztvárňuje poslední rok života českého klasicistního skladatele Josefa Myslivečka, musela na premiéru čekat až do roku 1927 (opět v Plzni). K opeře se Suda vrátil ještě na sklonku života, aktovku Haydnova nevěsta, již však nedokončil.
Od přelomu století se Suda začal věnovat více orchestrální hudbě. Jeho prvním úspěchem v tomto oboru byla Tarantella pro orchestr. Nejzajímavější jsou pozdější programová symfonická díla popisující pocity slepého hudebníka — symfonické básně Hudba světlem, Slepcova píseň (1929) a nedokončená Den a noc a symfonie Život ve tmách z let 1921–23, kterou premiérovala v Plzni Česká filharmonie roku 1927. Na rozdíl od spíše konzervativní melodiky jeho oper vykazují Sudovy orchestrální skladby originální prvky řadící je mezi soudobou modernu.
Období po 1. světové válce bylo pro Sudu obtížné, měl finanční potíže a citelně jej zasáhla dlouhá a v důsledku smrtelná nemoc matky. Brzy po jejím úmrtí Suda sám onemocněl tuberkulózou a zemřel 1. září 1931. Po řadu desetiletí patřil k nejvýznamnějším hudebním osobnostem Plzně.
Ze Sudova díla byly nahrány a vydány pouze výňatky z opery Il divino Boemo, a to ke 120. výročí skladatelova narození roku 1985 (Panton 81160472, zpívají René Tuček, Vojtěch Kocián, Helena Buldrová, diriguje Josef Chaloupka). Nevydány zůstávají rozhlasové nahrávky tří jeho nejvýznamnějších orchestrálních děl. Na rodném domě Stanislava Sudy ve Starém Plzenci se nachází pamětní deska, na městském hřbitově v Plzni má čestný hrob.

## Opery

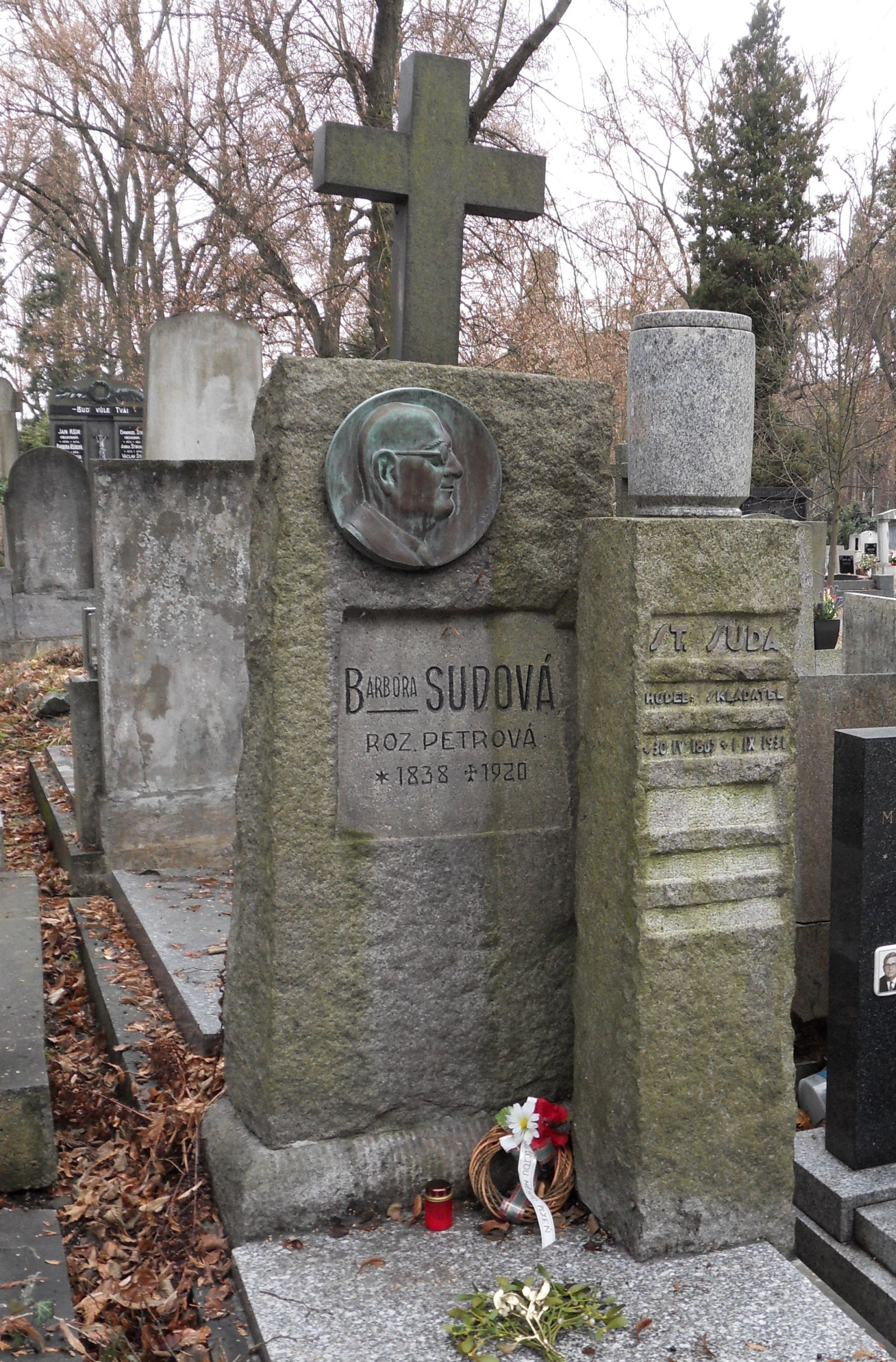
Čestný hrob Stanislava Sudy na plzeňském Ústředním hřbitově

- Lešetínský kovář (libreto Pavel Nebeský a Eduard Šimek podle Svatopluka Čecha, Plzeň 1903)
- U božích muk (libreto Karel Želenský, Plzeň 1897 )
- Bar Kochba (libreto Karel Jonáš podle Jaroslava Vrchlického, Plzeň 1905)
- Il divino Boemo (libreto Karel Jonáš, Plzeň 1927)
- Haydnova nevěsta (1931, neprovedeno)